# Offensive de Madaghis
Guerre de 2020 au Haut-Karabagh
L'offensive de Madaghis, également connue sous le nom de bataille de Madaghis (azéri : Madagiz döyüşü ; arménien : Մատաղիսի ճակատամարտ , romanisé : Mataghisi chakatamart), ou de bataille de Sugovushan (azéri : Suqovuşan döyüşü), est une opération militaire lancée par l'Azerbaïdjan contre l'auto-proclamé république d'Artsakh et leurs alliés arméniens pendant la guerre du Haut-Karabagh de 2020. L'offensive a commencé le 28 septembre 2020 lorsque les forces azerbaïdjanaises ont avancé vers les positions arméniennes près du village abandonné de Talish. Le 3 octobre, les forces azerbaïdjanaises avaient pris le contrôle de Talish et de la ville de Madaghis.

## Chronologie
Le 27 septembre 2020, des affrontements ont éclaté dans la région contestée du Haut-Karabagh, contrôlée de facto par l'Artsakh, mais faisant partie de jure de l'Azerbaïdjan. Cela a été suivi par une offensive lancée par les forces armées azerbaïdjanaises en direction de Talish et Madaghis le jour suivant, avec les forces azerbaïdjanaises qui avaient pris le contrôle d'un "terrain stratégique" autour de Talish. Le 29 septembre, les autorités azerbaïdjanaises ont déclaré que leurs forces aériennes et terrestres avaient détruit une colonne mixte de véhicules militaires arméniens en provenance de Madaghis, ainsi qu'une batterie d'artillerie. Ils ont également déclaré que les forces azerbaïdjanaises avaient détruit une position arménienne près de Talish. Le 2 octobre, les forces azerbaïdjanaises ont capturé et pris le contrôle des hauteurs dominantes autour de Madaghis. Le 3 octobre, les forces azerbaïdjanaises avaient pris le contrôle de Talish et Madaghis, ainsi que l'endiguement stratégique de cette dernière. Le 9 octobre, les autorités azerbaïdjanaises ont diffusé des images de confirmation de Talish et Madaghis,.

## Conséquences
Le 3 octobre, Madaghis a été rebaptisée Sugovushan par décret d'Ilham Aliyev, le président de l'Azerbaïdjan.
Le colonel azerbaïdjanais Babak Samidli (en), commandant adjoint du 1er corps d'armée (en), est mort à la suite de l'explosion d'une mine terrestre le 23 novembre, lors d'une recherche post-armistice des corps de soldats disparus à Madaghis.